# Harriet Otterloo
Harriet Viola Johansson Otterloo, född 22 januari 1941 i Göteborgs Johannebergs församling, Göteborgs och Bohus län, är en svensk läkare och feminist.
Otterloo är dotter till plåtslagare Erik Johansson och undersköterska Lillie Tönnberg. Hennes pappa arbetade som plåtslagare på Lindholmens varv och mamman var städare på Sahlgrenska. Hon växte upp i Landala.
Hon var verksam som möbelsnickare, modell och sjukvårdsbiträde 1958–1962, bosatt i Nederländerna 1962–1965, var sjukvårdsbiträde 1966, bedrev studier 1966–1970 och var invandrarlärare vid Arbetarnas bildningsförbund (ABF) i Göteborg 1971–1976. Hon blev filosofie kandidat 1976, legitimerad läkare 1984 och var därefter verksam som läkare i Göteborg med inriktning på geriatrik, men är numera pensionerad. 
Otterloo har sedan 1970-talet varit verksam inom freds- och kvinnorörelsen, bland annat inom Internationella kvinnoförbundet för fred och frihet (IKFF) och senare Feministiskt initiativ (FI). Hon har skrivit artiklar flera fredstidningar, bland annat i Fred & Solidaritet samt  Alla vill ha barn ingen vill ha ungdom (ingår i Berit Gullbergs Den mållösa människan, 1986).
Hon var initiativtagare och en av  arrangörerna för fredmarschen Nordiskt fredsmöte i Göteborg den 15 maj 1982.
Karaktären Eva i Göteborgs Stadsteaters pjäs Änglarna, finns dom? är inspirerad av Harriet Otterloo.